# Галичено (Тверская область)
Галичено — деревня в Удомельском городском округе Тверской области.

## География
Деревня находится в северной части Тверской области на расстоянии приблизительно 10 км на юго-запад по прямой от железнодорожного вокзала города Удомля на северном, левом берегу реки Мажица, в 9 км южнее железной дороги Бологое-Рыбинск.

## История
Известна с 1859 года, когда принадлежала помещику Фон-Дезен. Дворов (хозяйств) в ней было 10 (1859 год), 18 (1886), 12 (1911), 16 (1958), 14 (1986), 5 (2000). В советское время работали колхозы «Заря», им. Молотова и «Рассвет». До 2015 года входила в состав Удомельского сельского поселения до упразднения последнего. С 2015 года в составе Удомельского городского округа.

## Население
Численность населения: 60 человек (1859 год), 105 (1886), 71 (1911), 41 (1958), 24 (1986), 10 (русские 100 %) в 2002 году, 11 в 2010.